# Alexander John Ellis
Alexander John Ellis (London, Hackney kerület, 1814. június 14. – Kensington, 1890. október 28.) angol nyelvész, fonetikus, ill. hangbúvár (akusztikus).

## Élete
Jogász volt, 1823-ban kezdte zenei tanulmányait Edinburghban, Donaldsonnál. 1837-ben lett magister artium, tanult még Shrewsbury, Eton, Cambridge iskoláiban (jogtudományt is). Tulajdonképpeni családi neve Sharpe volt és királyi engedéllyel változtatta meg. 1864-ben a Royal Society, 1879-ben a régészek egyesületének és 1873-ban a College of Preceptorsnak lett tagja, mely intézet tanítóknak magasabb kiképezését célozta. Müller Miksa figyelmeztetésére angolra fordította Helmholtz hangérzéstanát (1875), s előbb (1868) Ohmtól a mennyiségtani elemzés szellemét, 1876-ban pedig a Musical Association ülésnaplói közt Preyer dolgozatát a hangészrevétel határairól, mindenütt saját kutatásainak eredményét adva becses jegyzeteiben, melyeket utóbb külön adott ki (1864-74, 4 füzet).

## Nevezetesebb művei
- Alphabet of nature (London 1845);
- Essentials of Phonetics, containing the theory of an universal alphabet (uo. 1848);
- Universal writing and printing (uo. 1856);
- Glossic (uo. 1870)
- Practical hints of the pronunciation of Latin (uo. 1874)
- Early english pronunciation with special reference to Chaucer and Shakespeare (uo. 1869-71)
- The basis of Music (1877)
- Pronunciation for singers (1877)
- Speech and song (1878)
- History of musical pitch (1877-81, a Society of Arts ülésein, később önállóan. A hangmagasság meghatározásait beszéli el, melyet ezüstéremmel jutalmazták)
- Tonometrical observations on some existing non harmonic scales (uo. 1884)
- On the musical scales of various nations (uo. 1885)